# Molon labe
Molon labe (in greco antico: μολὼν λαβέ?, Molòn labé, letteralmente "venendo prendi" cioè "vieni a prendere") è una frase in greco antico assurta a esempio paradigmatico di espressione di sfida.
Secondo lo storico Plutarco fu pronunciata per la prima volta dal re di Sparta Leonida I in risposta alla richiesta di consegnare le armi avanzata dal re persiano Serse durante la battaglia delle Termopili. In quel caso il riferimento erano quindi proprio le armi e la frase si sarebbe quindi potuta tradurre  con "vieni a prenderle".

## Grammatica
La prima parola, μολών (molòn), è il participio aoristo forte attivo, al nominativo maschile singolare, del verbo βλώσκω (blòsko) "vengo", che significa "essendo venuto", ma anche "venendo". La radice è μολ- /μλ- e il presente βλώ-σκ-ω deriva dal tema al grado ridotto μλ- con ampliamento in ω- , epentesi di una labiale (*μβλω-), suffisso in -σκ e semplificazione del gruppo *μβλ> βλ. La parola λαβέ (labé) è l'imperativo aoristo forte attivo, alla seconda persona singolare, del verbo λαμβάνω (lambàno) "prendo", quindi "prendi!" (letteralmente l'espressione si traduce "venendo prendi"). Il participio è un participio congiunto con il soggetto sottinteso dell'imperativo, vale a dire Serse.

### Uso alle Termopili
La frase fu detta da Leonida a Serse quando questo chiese che i Greci deponessero le armi e si arrendessero, all'inizio della battaglia delle Termopili, nel 480 a.C.. Gli Spartani riuscirono a tenere il passo delle Termopili per ben tre giorni e, anche se alla fine furono annientati, inflissero gravi perdite all'esercito persiano: questo temporeggiamento ebbe però come effetto quello di ritardare la marcia persiana verso Atene, offrendo così agli Ateniesi il tempo per evacuare gli abitanti della città sull'isola di Salamina. Anche se dal punto di vista militare le Termopili furono una sconfitta per i Greci, valsero come una vittoria strategica e morale, permettendo ai Greci di vincere i Persiani nella battaglia di Salamina nello stesso anno e nella battaglia di Platea l'anno successivo; dopo queste sconfitte i Persiani abbandonarono la Grecia.

### Uso moderno

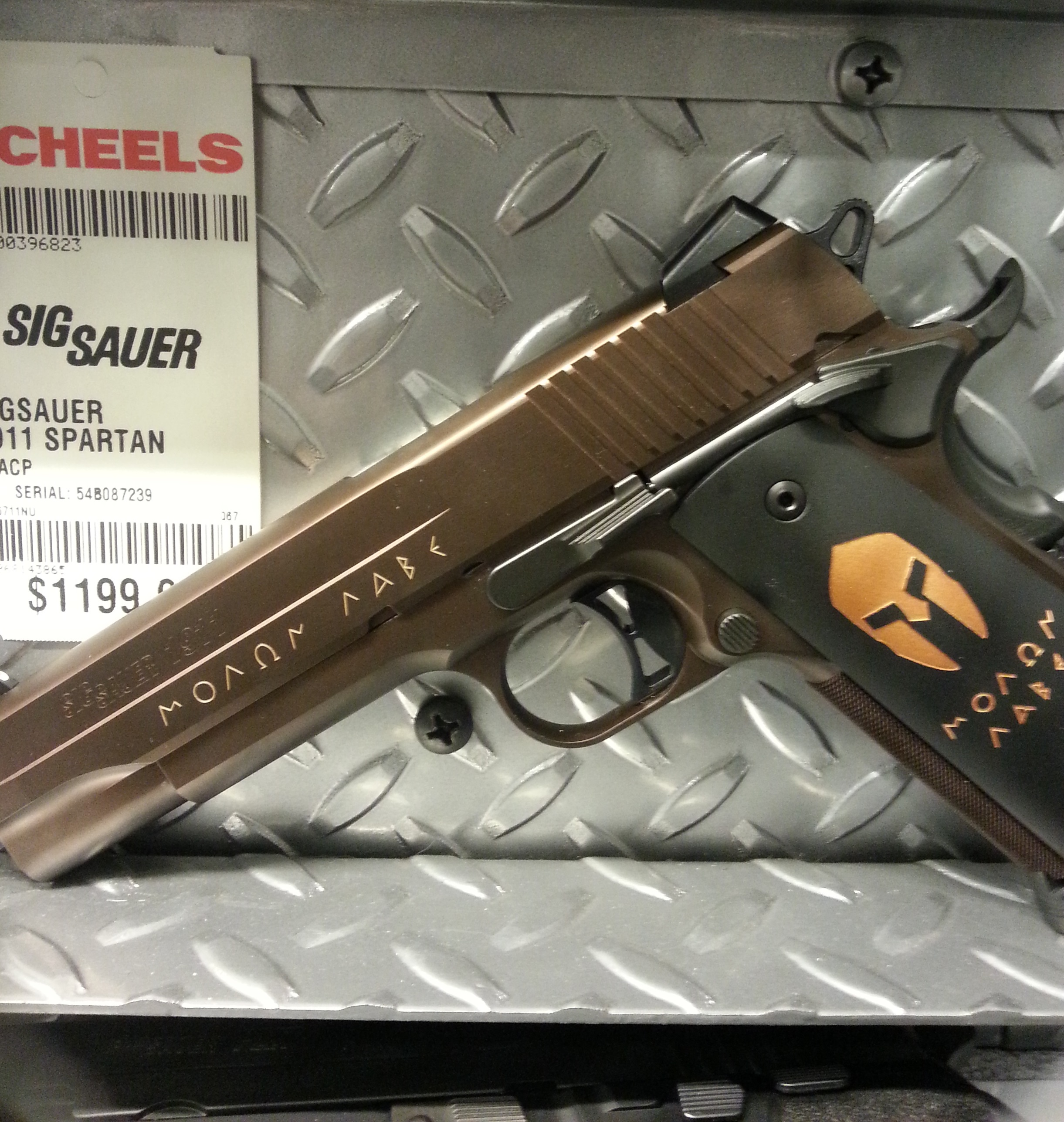
SIG Sauer 1911 "Spartan" con motto "Molon labe", a supporto del II emendamento della Costituzione degli Stati Uniti d'America

La frase è stata ripetuta da molti politici e generali successivi per esprimere la determinazione di un esercito o una nazione a non arrendersi. Il motto è presente anche sullo stemma del Corpo greco della Prima Armata ed è anche quello della Centrale di comando per le operazioni speciali degli Stati Uniti. La stessa espressione era uno slogan della rivoluzione texana.
La frase è stata usata nuovamente nella storia greca, il 3 marzo 1957, durante una battaglia a Cipro tra i membri dell'organizzazione EOKA e l'esercito britannico: avendo ricevuto una soffiata, gli inglesi riuscirono a circondare il rifugio segreto del vicecomandante di EOKA, Grigoris Afxentiou, nei pressi del monastero di Machairas; all'interno del nascondiglio c'erano Afxentiou e quattro suoi complici. Resosi conto di essere in inferiorità numerica, Afxentiou ordinò loro di arrendersi mentre lui si barricò lottando fino alla morte; i britannici gli chiesero di uscire e arrendersi, ma egli rispose con la frase Molon labe come fecero gli antichi spartani. Poiché era impossibile farlo uscire, dopo aver subito perdite, gli Inglesi diedero fuoco al nascondiglio e l'uomo fu bruciato vivo; il suo corpo venne sepolto nel cortile del carcere centrale di Nicosia, dove si trova ancora oggi.
La frase venne usata dagli studenti durante la rivolta del Politecnico di Atene nel 1973 contro la dittatura dei colonnelli.
Negli USA sia l'originale greco che la sua traduzione inglese sono spesso usate dagli attivisti a favore del secondo emendamento, che riguarda il diritto di portare armi per la difesa personale, cominciando ad apparire su alcuni siti web alla fine del 1990 e nei primi 2000. Nel contesto del secondo emendamento la frase esprime l'idea che la persona che la pronuncia sia un forte sostenitore dell'ideale del porto libero di armi e che non le consegnerà a nessuno, soprattutto alle autorità governative.
Nel college football la squadra dei Michigan State Spartans indossava maglie con questa scritta nella sfida che giocò nel 2011 contro i Michigan Wolverines.